# Conwentzia barretti
Conwentzia barretti är en insektsart som först beskrevs av Banks 1898.  Conwentzia barretti ingår i släktet Conwentzia och familjen vaxsländor. Inga underarter finns listade i Catalogue of Life.